# Sam Patch
Sam Patch (1807 – 13 de novembro de 1829), conhecido como "The Yankee Leaper", foi um aventureiro americano, que se tornou famoso depois de ser o primeiro a saltar com sucesso a partir de uma plataforma elevada no Rio Niagara, perto da base das Cataratas do Niagara, em 1829.